# Alex Skolnick
Alexander Nathan Skolnick (Berkeley, 29 settembre 1968) è un chitarrista statunitense, noto come membro del gruppo thrash metal Testament, del gruppo jazz Alex Skolnick Trio e del supergruppo Metal Allegiance.

## Biografia
Inizia a studiare chitarra all'età di nove anni e viene influenzato principalmente da Eddie van Halen, Jeff Beck, Jimi Hendrix, Eric Clapton, Johnny Winter e Randy Rhoads. All'età di quattordici anni prende lezioni da Joe Satriani e a sedici anni entra nei Testament, al tempo chiamati Legacy. Si fa subito notare per il suo stile chitarristico insolito, ispirato, oltre che ai classici guitar heroes del metal, anche a musicisti jazz, blues e funky.
Nel 1990 la rivista musicale Guitar World lo chiama per scrivere alcuni articoli, e di seguito viene richiesto anche da altre riviste del settore. Nel frattempo cominciano le collaborazioni esterne ai Testament e al genere metal, tra cui un tour con il bassista Stu Hamm. Non potendosi permettere progetti paralleli, decide di lasciare i Testament per dedicarsi ad una carriera musicale propria.
Continuano le collaborazioni, tra le quali vanno ricordate quelle con Les Claypool dei Primus, con i Savatage e con Ozzy Osbourne. L'artista, inoltre, si rende partecipe di alcune apparizioni televisive e di trasmissioni radiofoniche. Dal 1998 vive stabilmente a New York, dove fonda il suo Alex Skolnick Trio.
Collabora inoltre, dal 2002, con i Trans-Siberian Orchestra di Jon Oliva. Nel 2004 è ospite dei Lamb of God, suonando un assolo nella title track dell'album Ashes of the Wake. Nel 2005 rientra momentaneamente nei Testament, dopo aver collaborato con loro nel 2001 alle registrazioni di First Strike Still Deadly.
Nell'ottobre 2006, concluso il tour mondiale col suo trio, torna a far parte dei Testament assieme ai colleghi della formazione storica (tranne Louie Clemente, sostituito da Paul Bostaph). Continua, tuttavia, a lavorare nell'Alex Skolnick Trio.

## Discografia

### Testament
- 1985 - Demo: 1 (con il nome Legacy)
- 1987 - The Legacy
- 1987 - Live at Eindhoven (EP dal vivo)
- 1988 - The New Order
- 1989 - Practice What You Preach
- 1990 - Souls of Black
- 1992 - The Ritual
- 1993 - Return to the Apocalyptic City (EP dal vivo)
- 2005 - Live in London (album dal vivo)
- 2008 - The Formation of Damnation
- 2012 - Dark Roots of Earth
- 2016 - Brotherhood of the Snake
- 2020 - Titans of Creation

### Savatage
- 1994 - Chance EP
- 1994 - Handful of Rain
- 1995 - Japan Live '94

### Attention Deficit
- 1998 - Attention Deficit
- 2001 - The Idiot King

### Alex Skolnick Trio
- 2000 - Skol Patrol
- 2002 - Goodbye to Romance: Standards for a New Generation
- 2004 - Transformation
- 2018 - Conundrum

### Trans-Siberian Orchestra
- 2004 - The Lost Christmas Eve
- 2009 - Night Castle
- 2013 - Tales of Winter: Selections from the TSO Rock Operas (compilation)

### Metal Allegiance
- 2015 - Metal Allegiance
- 2016 - Fallen Heroes EP
- 2018 - Volume II: Power Drunk Majesty

### Collaborazioni
- 2020 - Azusa - Loop of Yesterdays (chitarra solista nel brano "Detach")
- 2007 - Chris Caffery - Pins and Needles (chitarra solista nel brano "It's S-A-D")
- 2004 - Lamb of God - Ashes of the Wake (chitarra solista nel brano "Ashes Of The Wake")
- 2011 - Maligno - The Funeral Domine (chitarra solista nel brano "Solstice")
- 1991 - Artisti Vari - Guitars that Rule the World (presente con il brano "Filet Of Soul" assieme a Les Claypool)
- 1994 - Michael Manring - Thonk (chitarra nei brani "Disturbed" "Cruel And Unusual")
- 2002 - Joe Deninzon & Stratospheerius - The Adventures Of Stratospheerius (chitarra)
- 2004 - Artisti Vari - Metallic Attack: The Ultimate Tribute (chitarra nel brano "Holier Than Thou" con Marco Mendoza, Eric Singer e Chuck Billy)
- 2005 - Circle Of Tyrants - The Circle Of Tyrants (chitarra solista nei brani "Necrotura" e "The Ultimate Revenge")
- 2003 - Artisti Vari - Drum Nation (Volume Two) (presente con il brano "My Fellow Astronauts" assieme agli Attention Deficit)
- 2005 - Artisti Vari - Numbers from the Beast: An All Star Salute to Iron Maiden (chitarra solista nel brano "Wrathchild" assieme a Frank Bello, John Tempesta, Chris Traynor e Paul Di'Anno)
- 2005 - Artisti Vari - Subdivisions [Tribute To Rush] (chitarra solista nel brano "Bastille Day" assieme a Vinnie Moore, Stuart Hamm, Mike Mangini, Robert Berry, Jeff Feldman, Trent Gardner, Jani Lane, Dave Brooks)
- 2006 - Artisti Vari - 2006 Sampler (chitarra solista nel brano "Rush Tribute Medley" con Kip Winger e Sebastian Bach)
- 2009 - Rodrigo y Gabriela - 11:11 (chitarra solista nel brano "Atman")
- 2009 - Yael - The Love Project Journey EP (chitarra nel brano "Somethin' Pretty Heavy")
- 2010 - Artisti Vari - New World Man: A Tribute (presente con il brano "Tom Sawyer" con gli Alex Skolnick Trio)
- 2010 - Dave Eggar - Kingston Morning (chitarra nel brano "Trojan Horse")
- 2014 - Monte Pittman - The Power Of Three (chitarra solista nel brano "All Is Fair In Love And War")
- 2015 - Jane Getter Premonition - On (chitarra nei brani "Where Somewhere", "Diversion" e "Transparent")
- 2015 - Artisti Vari - Randy Rhoads Remembered Volume 1 (chitarra nei brani "Goodbye To Romance", "Winding Rhoads" e "Dee Guitar Orchestra")
- 2017 - Jen Majura - Inzenity (chitarra nel brano "Sick Brain")
- 2017 - Jane Getter Premonition - On Tour (chitarra)
- 1994 - Artisti Vari - Guitar's Practicing Musicians: Volume III (presente con il brano "So What")
- 2003 - Debbie Friedman - Light These Lights (chitarra)
- 2005 - Dina Fanai - Vision (chitarra)